# Bibernell-Bergwieseneule
Die Bibernell-Bergwieseneule (Sideridis lampra, Syn.: Sideridis evidens) ist ein Schmetterling (Nachtfalter) aus der Familie der Eulenfalter (Noctuidae).

## Merkmale
Die Flügelspannweite der Falter  beträgt 28 bis 35 Millimeter. Die Vorderflügel sind rotbraun bis graubraun gefärbt. Ring-, Zapfen- und Nierenmakel haben meist die Tönung der Grundfarbe und sind fein, aber sehr deutlich eingefasst. Ebenfalls sehr deutlich kommen die gezähnten Querlinien, die Wellenlinie sowie die Adern im Saumbereich zur Geltung. Das Mittelfeld ist zuweilen verdunkelt. Die Hinterflügel zeigen eine ähnliche Färbung wie die Vorderflügel, sind am Saum verdunkelt und mit einem undeutlichen Mittelfleck sowie einer schwach ausgebildeten Mittellinie versehen. Der Thorax ist kräftig rotbraun behaart.
Die Raupe ist rötlich gefärbt, auf dem Rücken ist sie etwas dunkler. Sie ist mit sehr kleinen Punktwarzen bedeckt. Jedes Segment weist eine helle Querlinie auf. Die weißen Stigmen sind schwarz gerandet. Der kleine Kopf ist hellgelbbraun.
Die gedrungene Puppe weist am Kremaster zwei divergierende Dornen auf.

### Ähnliche Arten
Aufgrund der sehr markanten Zeichnung ist die Art unverwechselbar.

## Geographische Verbreitung und Lebensraum
Die Art ist in weiten Teilen Süd- und Mitteleuropas heimisch. Das östliche Verbreitungsgebiet reicht bis zum Ural und zum Altai. Im Süden des Verbreitungsgebietes gibt es mehrere Nachweise aus der Osttürkei. In den Südtälern der Alpen steigt sie bis auf etwa 1500 Meter Höhe. In der Osttürkei steigt sie bis auf 2050 Meter Höhe. Ein Nachweis aus Westsibirien hat sich als zweifelhaft erwiesen. Die Bibernell-Bergwieseneule ist überwiegend an warmen, trockenen und sandigen Plätzen anzutreffen.

## Lebensweise
Die Falter sind nachtaktiv und saugen an Blüten der Berberitze (Berberis vulgaris) oder des Gewöhnlichen Natternkopfs (Echium vulgare). Sie erscheinen auch an künstlichen Lichtquellen. Die Falter fliegen in zwei Generationen von Mitte April bis Anfang Juli sowie von Mitte August bis Ende September. Die Raupen ernähren sich in erster Linie von Berberitzenarten (Berberis), wobei sie die Blüten bevorzugen. Sie sind ab September zu finden und überwintern.

## Gefährdung
In Deutschland galt die Bibernell-Bergwieseneule viele Jahre als ausgestorben bzw. verschollen. Im Jahre 2008 wurde sie jedoch wieder nachgewiesen. Sie ist im deutschsprachigen Raum  auch an einigen warmen und trockenen Stellen im östlichen Österreich zu finden.